# Сем Касселл
Семюел Джеймс Касселл (старший) (англ. Samuel James Cassell Sr., нар. 18 листопада 1969, Балтимор, Мериленд, США) — американський професіональний баскетболіст, що грав на позиції розігруючого захисника за низку команд НБА. Триразовий чемпіон НБА. Згодом — баскетбольний тренер. З 2020 року працює асистентом головного тренера команди «Філадельфія Севенті-Сіксерс».

## Ігрова кар'єра
На університетському рівні грав за команду Флорида Стейт (1991–1993). Разом з Бобом Сурою сформував найрезультативніший дует в лізі. Разом з командою дійшли до чвертьфіналу турніру NCAA, де програли Кентакі Вайлдкетс.
1993 року був обраний у першому раунді драфту НБА під загальним 24-м номером командою «Х'юстон Рокетс». Виходячи в основному на заміну замість Кенні Сміта, заробив репутацію гравця останніх секунд, через що його часто залишали в четвертій чверті для вирішального кидка. Допоміг команді двічі стати чемпіоном НБА у перші два роки своєї кар'єри.

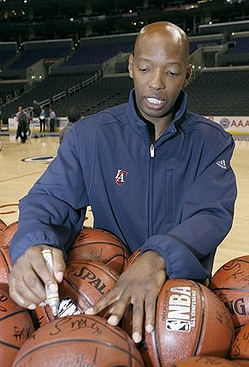
Касселл підписує м'ячі

1996 року разом з Робертом Оррі, Чакі Брауном та Марком Браянтом перейшов до «Фінікс Санз» в обмін на Чарльза Барклі. У команді конфліктував з головним тренером Коттоном Фітцсіммонсом, якого через незадовільні результати невдовзі звільнили. Під керівництвом нового головного тренера Денні Ейнджа гра команди налагодилась, а сам Касселл став її найрезультативнішим гравцем з 14,8 очка за гру.
Однак Ейндж бачив у своїй команді іншого стартового розігруючого, тому в грудні того ж року разом з Майклом Фінлі та Ей Сі Гріном перейшов до «Даллас Маверікс» в обмін на Джейсона Кідда, Тоні Думаса та Лорена Маєра.
Наступною командою в кар'єрі гравця була «Нью-Джерсі Нетс», куди він перейшов після 16-ти зіграних матчів за «Даллас».
З 1999 по 2003 рік грав у складі «Мілвокі Бакс». Там під керівництвом головного тренера Джорджа Карла сформував так звану «Велику трійку» ("Big 3"), куди крім нього увійшли Рей Аллен та Гленн Робінсон. 3 березня 2001 року у матчі проти «Чикаго Буллз» набрав 40 очок, що стало найкращим показником у його кар'єрі. Того року дійшов з командою до фіналу Східної конференції, програвши там «Філадельфія Севенті-Сіксерс» .
2003 року разом з Ервіном Джонсоном перейшов до «Міннесота Тімбервулвз» в обмін на Джо Сміта, Ентоні Пілера та право вибору на драфті. У складі команди з Міннеаполіса провів наступні 2 сезони своєї кар'єри, перший з яких був найкращим у його кар'єрі. Взимку 2004 взяв участь у матчі всіх зірок. Разом з Латреллом Спрюеллом та Кевіном Гарнеттом сформували тріо, яке вважалось найсильнішим у лізі на той момент. Допоміг команді дійти до фіналу Західної конференції, двічі набираючи 40 очок протягом плей-оф, що було найвищим показником для франшизи. Фінал конференції «Міннесота», щоправда, програла «Лос-Анджелес Лейкерс».
Наступною командою в кар'єрі гравця була «Лос-Анджелес Кліпперс», куди разом з драфт-піком був обміняний на Марко Ярича та Лайонела Чалмерса. 
Останньою ж командою в кар'єрі гравця стала «Бостон Селтікс», до складу якої він приєднався у березні 2008 року і за яку відіграв решту сезону, втретє ставши чемпіоном НБА.

## Статистика виступів в НБА
| † | Позначає сезон, в якому Сем Касселл ставав чемпіоном НБА |

### Регулярний сезон
| Сезон              | Команда                 | GP  | GS  | MPG  | FG%  | 3P%  | FT%  | RPG | APG | SPG | BPG | PPG  |
| ------------------ | ----------------------- | --- | --- | ---- | ---- | ---- | ---- | --- | --- | --- | --- | ---- |
| 1993–1994†         | «Х'юстон Рокетс»        | 66  | 6   | 17.0 | .418 | .295 | .841 | 2.0 | 2.9 | .9  | .1  | 6.7  |
| 1994–1995†         | «Х'юстон Рокетс»        | 82  | 1   | 23.0 | .427 | .330 | .843 | 2.6 | 4.9 | 1.1 | .2  | 9.5  |
| 1995–1996          | «Х'юстон Рокетс»        | 61  | 0   | 27.6 | .439 | .348 | .825 | 3.1 | 4.6 | .9  | .1  | 14.5 |
| 1996–1997          | «Фінікс Санз»           | 22  | 9   | 24.5 | .415 | .306 | .855 | 2.3 | 4.5 | 1.0 | .3  | 14.8 |
| 1996–1997          | «Даллас Маверікс»       | 16  | 13  | 24.9 | .424 | .306 | .840 | 3.1 | 3.6 | 1.1 | .4  | 12.3 |
| 1996–1997          | «Нью-Джерсі Нетс»       | 23  | 22  | 33.8 | .443 | .392 | .831 | 3.6 | 6.5 | 1.6 | .3  | 19.3 |
| 1997–1998          | «Нью-Джерсі Нетс»       | 75  | 72  | 34.7 | .441 | .188 | .860 | 3.0 | 8.0 | 1.6 | .3  | 19.6 |
| 1998–1999          | «Нью-Джерсі Нетс»       | 4   | 3   | 25.0 | .429 | .143 | .935 | 1.5 | 4.8 | .8  | .0  | 18.0 |
| 1998–1999          | «Мілвокі Бакс»          | 4   | 0   | 24.8 | .409 | .333 | .947 | 2.3 | 4.3 | 1.5 | .0  | 13.8 |
| 1999–2000          | «Мілвокі Бакс»          | 81  | 81  | 35.8 | .466 | .289 | .876 | 3.7 | 9.0 | 1.3 | .1  | 18.6 |
| 2000–2001          | «Мілвокі Бакс»          | 76  | 75  | 35.6 | .474 | .306 | .858 | 3.9 | 7.6 | 1.2 | .1  | 18.2 |
| 2001–2002          | «Мілвокі Бакс»          | 74  | 73  | 35.2 | .463 | .348 | .860 | 4.2 | 6.7 | 1.2 | .2  | 19.7 |
| 2002–2003          | «Мілвокі Бакс»          | 78  | 77  | 34.6 | .470 | .362 | .861 | 4.4 | 5.8 | 1.1 | .2  | 19.7 |
| 2003–2004          | «Міннесота Тімбервулвз» | 81  | 81  | 35.0 | .488 | .398 | .873 | 3.3 | 7.3 | 1.3 | .2  | 19.8 |
| 2004–2005          | «Міннесота Тімбервулвз» | 59  | 38  | 25.8 | .464 | .262 | .865 | 2.7 | 5.1 | .6  | .2  | 13.5 |
| 2005–2006          | «Лос-Анджелес Кліпперс» | 78  | 75  | 34.0 | .443 | .368 | .863 | 3.7 | 6.3 | .9  | .1  | 17.2 |
| 2006–2007          | «Лос-Анджелес Кліпперс» | 58  | 30  | 24.3 | .418 | .294 | .879 | 2.9 | 4.7 | .5  | .1  | 12.3 |
| 2007–2008          | «Лос-Анджелес Кліпперс» | 38  | 33  | 25.7 | .455 | .259 | .891 | 2.8 | 4.7 | .7  | .1  | 12.8 |
| 2007–2008†         | «Бостон Селтікс»        | 17  | 1   | 17.6 | .385 | .409 | .840 | 1.8 | 2.1 | .5  | .2  | 7.6  |
| Усього за кар'єру  | Усього за кар'єру       | 993 | 690 | 30.0 | .454 | .331 | .861 | 3.2 | 6.0 | 1.1 | .2  | 15.7 |
| В іграх усіх зірок | В іграх усіх зірок      | 1   | 0   | 13.0 | .667 | .000 | .000 | 1.0 | 7.0 | 1.0 | 0.0 | 4.0  |

### Плей-оф
| Сезон             | Команда                 | GP  | GS | MPG  | FG%  | 3P%  | FT%  | RPG | APG | SPG | BPG | PPG  |
| ----------------- | ----------------------- | --- | -- | ---- | ---- | ---- | ---- | --- | --- | --- | --- | ---- |
| 1994†             | «Х'юстон Рокетс»        | 22  | 0  | 21.7 | .394 | .378 | 865  | 2.7 | 4.2 | 1.0 | .2  | 9.4  |
| 1995†             | «Х'юстон Рокетс»        | 22  | 0  | 22.0 | .438 | .400 | .835 | 1.9 | 4.0 | 1.0 | .1  | 11.0 |
| 1996              | «Х'юстон Рокетс»        | 8   | 0  | 25.8 | .321 | .276 | .793 | 2.1 | 4.3 | .8  | .1  | 10.4 |
| 1998              | «Нью-Джерсі Нетс»       | 3   | 1  | 8.7  | .333 | .000 | .000 | 1.0 | 1.7 | .0  | .3  | 2.0  |
| 1999              | «Мілвокі Бакс»          | 3   | 3  | 34.0 | .500 | .000 | .875 | 2.0 | 8.7 | 1.0 | .0  | 15.3 |
| 2000              | «Мілвокі Бакс»          | 5   | 5  | 35.6 | .417 | .200 | .857 | 3.4 | 9.0 | .8  | .0  | 15.8 |
| 2001              | «Мілвокі Бакс»          | 18  | 18 | 37.9 | .396 | .333 | .866 | 4.6 | 6.7 | 1.1 | .2  | 17.4 |
| 2003              | «Мілвокі Бакс»          | 6   | 6  | 36.2 | .470 | .524 | .933 | 3.2 | 2.7 | .5  | .2  | 17.2 |
| 2004              | «Міннесота Тімбервулвз» | 16  | 15 | 31.1 | .465 | .417 | .852 | 2.5 | 4.4 | .8  | .2  | 16.6 |
| 2006              | «Лос-Анджелес Кліпперс» | 12  | 12 | 33.7 | .437 | .349 | .809 | 4.0 | 5.8 | .7  | .2  | 18.0 |
| 2008†             | «Бостон Селтікс»        | 21  | 0  | 12.6 | .333 | .214 | .824 | 0.7 | 1.2 | .4  | .0  | 4.5  |
| Усього за кар'єру | Усього за кар'єру       | 136 | 60 | 26.0 | .414 | .363 | .847 | 2.6 | 4.4 | .8  | .1  | 12.2 |

## Тренерська робота

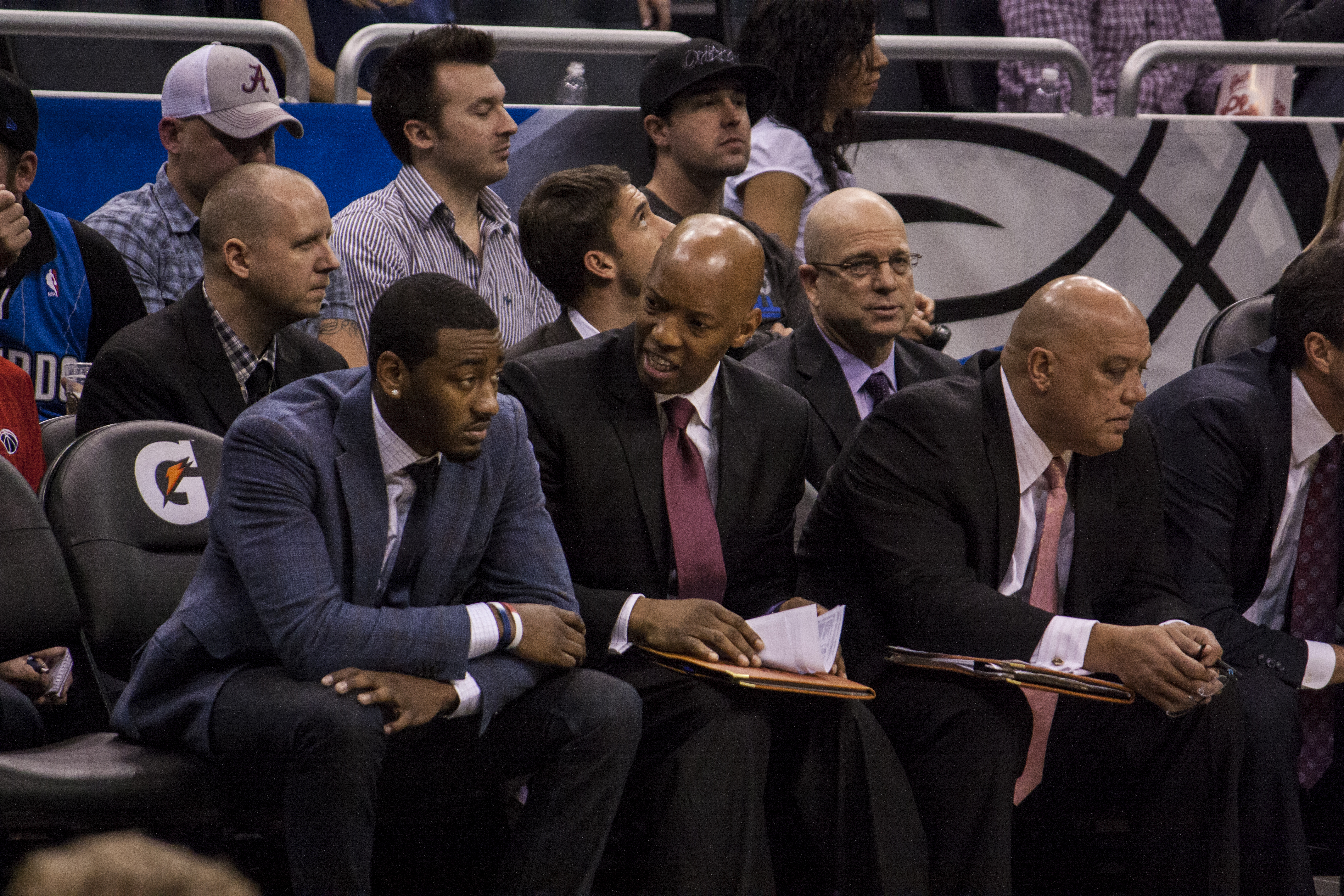
Касселл спілкується з Джоном Воллом

2009 року розпочав тренерську кар'єру, ставши асистентом головного тренера команди «Вашингтон Візардс» Фліпа Сондерса, в якій пропрацював до 2014 року.
2014 року був призначений асистентом Дока Ріверса, головного тренера команди «Лос-Анджелес Кліпперс», з якою пропрацював шість років.
2020 року почав працювати асистентом в тренерському штабі у «Філадельфії», куди перейшов звільнений з «Кліпперс» Ріверс.